# Héritage mortel
Héritage mortel (In Her Mother's Footsteps) est un téléfilm américain réalisé par Farhad Mann, diffusé le 2 septembre 2006 sur Lifetime Movie Network.

## Synopsis
Kate apprend un soir pluvieux, la mort de son père qui les avait abandonnées, elle et sa mère, de nombreuses années auparavant. Kate se voit alors hériter de la maison de son père ainsi que de plusieurs millions de dollars. Elle y emménage avec son mari et sa fille Emma. Mais Kate commence à avoir de terribles hallucinations et visions…

## Fiche technique
- Titre original : In Her Mother's Footsteps
- Réalisation : Farhad Mann (en)
- Scénario : Steven A. Finly
- Photographie : Brian Johnson
- Musique : Michael Neilson
- Société de production : Front Street Pictures
- Durée : 90 minutes

## Distribution
- Emma Caulfield : Kate Nolan
- David Orth : Bobby Nolan / Robert Ellis
- Matreya Fedor (en) : Emma Nolan
- Tracy Waterhouse : Inspecteur Janet Cuccini
- Daryl Shuttleworth (en) : Inspecteur Garcey
- Adrien Dorval : Lucas Portwell
- Jody Thompson : Gina Byrnes
- Mackenzie Gray : Carl Brookes
- Genevieve Sirois : Ambulancière
- Patti Allan : Docteur Lenox
- Jeffrey Stephen : Policier plongeur
- Dean Monroe McKenzie : Wade Grant
- Julie Johnson : Denise Parks
- Crystal Dalman : Charlotte Frankel
- Jennifer Ferguson et Trinda Reed : Fantômes
- Jim Beardon : Père de Kate
- Justin Callan : Garcey jeune
- Karen Brelsford : Madame Garcey
- Donald Mills : John
- Justin Carter : Déménageur